# Roda Gigante (filme)
Wonder Wheel (br/pt: Roda Gigante) é um filme estadunidense do diretor Woody Allen lançado no quinquagésimo quinto festival de cinema de Nova Iorque no dia 14 de outubro de 2017. O filme é estrelado por Jim Belushi, Kate Winslet, Juno Temple e Justin Timberlake. Situado no início dos anos 50, em um parque de diversões em Coney Island, o filme leva o título da roda-gigante Wonder Wheel do parque Deno's Wonder Wheel Amusement Park. A história segue a segunda esposa e a filha afastada de um operador de carrossel, enquanto ambas se envolvem com um salva-vidas.
Foi lançado em 1 de dezembro de 2017 pela Amazon Studios. O filme recebeu críticas mistas, mas com elogios à performance de Winslet e à cinematografia. Foi um fracasso de bilheteria, arrecadando US$15 milhões contra seu orçamento de US$ 25 milhões.

## Enredo
A trama ocorre em Coney Island, Nova York, na década de 1950. Ginny é uma mulher casada com o maquinista de uma roda gigante, que fica entediada com o casamento e se apaixona pelo salva-vidas Mickey.

## Elenco
- Jim Belushi como Humpty Rannell, um alcoólatra em recuperação, marido de Ginny, pai de Carolina e padrastro de Richie
- Juno Temple como Carolina Rannell, filha crescida de Humpty desde seu primeiro casamento
- Justin Timberlake como Mickey Rubin, um salva-vidas e o narrador do filme
- Kate Winslet como Ginny Rannell, esposa de Humpty, mãe de Richie e madrasta de Carolina
- Jack Gore como Richie Rannell, o jovem filho de Ginny
- Tony Sirico como Angelo, um gângster
- Steve Schirripa como Nick, um gângster
- Debi Mazar como convidada de festa de aniversário
- Thomas Guiry como homem paquerador no Ruby's
- Max Casella como Ryan — amigo de pesca
- David Krumholtz como Jake — amigo de Mickey

## Filmagens
A filmagem principal começou em Coney Island em 15 de setembro de 2016. No mesmo dia, as filmagens ocorreram em Vinegar Hill, Brooklyn, perto da Hudson Avenue e Gold Street. Timberlake e Temple foram vistos filmando em Brighton Beach em 16 de setembro de 2016, e Winslet e Timberlake filmaram cenas em Coney Island em 19 de setembro de 2016.

## Lançamento
O filme foi lançado para encerrar o festival de cinema de Nova Iorque em 14 de outubro de 2017. Nos cinemas, no dia 1 de dezembro de 2017 em celebração aos 82 anos de Woody Allen.

## Recepção da crítica
Luiz Carlos Merten, do jornal O Estado do São Paulo, anotou sobre o filme que: "É preciso deixar claro que "Roda Gigante" é um grande Woody Allen e Kate Winslet é a melhor atriz do ano".
Mário Abbade, do jornal carioca O Globo, disse sobre o filme: "Como a argamassa do diretor está a serviço do cinema, ele carrega as personagens de dramaticidade e desilusão como se estivessem num longa de Douglas Sirk, que era mestre em fazer filmes maiores do que a vida." 

## Indicações
| Prêmio                             | Data da cerimônia      | Categoria    | Indicado     | Resultado | Ref.   |
| ---------------------------------- | ---------------------- | ------------ | ------------ | --------- | ------ |
| Hollywood Film Awards              | 4 de novembro de 2017  | Melhor Atriz | Kate Winslet | Vencedor  | [ 17 ] |
| St. Louis Film Critics Association | 10 de dezembro de 2017 | Melhor filme | Roda Gigante | Indicado  | [ 18 ] |

## Bilheteria
O filme faturou US$ 1,4 milhão nos Estados Unidos e Canadá e US$ 14,5 milhões em outros territórios, totalizando US$ 15,9 milhões em todo o mundo.
Nos Estados Unidos, o filme faturou US$ 125.570 em cinco cinemas em seu primeiro final de semana (uma média de US$ 25.114), marcando uma queda de 61% na estreia da Café Society no ano anterior.
Na França, o filme foi lançado em 31 de janeiro de 2018 e vendeu 20,147 ingressos no dia da abertura, marcando a menor arrecadação de todos os filmes de Allen em mais de 15 anos.